# Gypsy – Königin der Nacht
Gypsy – Königin der Nacht ist ein US-amerikanischer Musikfilm von Mervyn LeRoy aus dem Jahr 1962. Er basiert auf dem 1959 uraufgeführten Musical Gypsy von Arthur Laurents (Buch), Jule Styne (Musik) und Stephen Sondheim (Texte). 1993 wurde der Film für das Fernsehen neu verfilmt.

## Handlung
Die eigensinnige, einfallsreiche und herrschsüchtige Bühnenmutter Rose Hovick ist fest entschlossen, ihre schöne, begabte Tochter June zu einer erfolgreichen Varietékünstlerin zu machen, und macht vor nichts Halt, um ihr Ziel zu erreichen. Sie schleppt June und ihre schüchterne, unbeholfene und deutlich weniger begabte ältere Schwester Louise durch das ganze Land, um auf sie aufmerksam zu machen, und mit Hilfe des Agenten Herbie Sommers gelingt es ihr schließlich, einen Auftritt im renommierten Orpheum Circuit zu bekommen.
Die Jahre vergehen, und die Mädchen sind nicht mehr jung genug, um die kindliche Rolle zu spielen, die ihre Mutter ihnen vorgibt. June rebelliert und brennt mit Gerry durch, einem der Tänzer, die ihre Nummer unterstützen. Als die anderen Tänzer dies entdecken, gehen sie ebenfalls, in der Annahme, die Nummer sei beendet. Am Boden zerstört durch das, was sie als Verrat ansieht, setzt Rose all ihre Energie ein, um aus Louise einen Erfolg zu machen, obwohl sie als Tänzerin offensichtlich untalentiert ist. Erschwerend kommt hinzu, dass sich der Tonfilm immer größerer Beliebtheit erfreut und die Nachfrage nach Bühnenunterhaltung sinkt. Herbie bleibt bei Mutter und Tochter und hofft vergeblich, dass Rose eines Tages das Showgeschäft aufgibt und mit ihm zusammenzieht. Da sie kaum gebucht werden, finden sie sich in Wichita, Kansas, wieder, wo ein drittklassiges Burlesque-Haus ihre Nummer bucht, in der Hoffnung, die Sittenpolizei in Schach zu halten.
Rose scheint im Burlesque-Haus zu reifen und beschließt, dass dies ihre letzte Show sein wird, und schlägt vor, dass sie und Herbie endlich heiraten. Als jedoch eine der Stripperinnen wegen Ladendiebstahls verhaftet wird, kann Rose nicht widerstehen, Louise als deren Ersatz anzubieten. Louise willigt widerwillig ein, obwohl es klar ist, dass sie es nur tut, um ihrer Mutter zu gefallen. Für Herbie ist das der Tropfen, der das Fass zum Überlaufen bringt, denn er ist angewidert von den Anstrengungen, die Rose als Bühnenmutter unternimmt, und ihm wird klar, dass sie ihn niemals heiraten wird. Er gibt ihr eine Chance, ihm einen Grund zum Bleiben zu geben, und als sie dies nicht tut, verlässt er sie für immer. Anfangs ist Louises Stimme zittrig und ihre Bewegungen zaghaft, aber sie gewinnt an Selbstvertrauen, als das Publikum auf sie reagiert, und blüht schließlich als Entertainerin auf, die als Gypsy Rose Lee bekannt ist. Verärgert über die ständige Einmischung ihrer Mutter in ihr Leben und ihre erfolgreiche Karriere, stellt Louise Rose schließlich zur Rede und fordert sie auf, sie in Ruhe zu lassen. Als sie begreift, dass sie ihr Leben mit dem verzweifelten Bedürfnis verbracht hat, wahrgenommen zu werden, und dass sie damit alle anderen vertrieben hat, stolpert eine wütende, verbitterte und verwirrte Rose auf die Bühne des verlassenen Theaters und erleidet einen emotionalen Zusammenbruch. Als sie merkt, dass Louise dies miterlebt hat, gibt sie zu, dass sie versucht hat, durch sie und June zu leben, wodurch sie sich mit ihrer Tochter versöhnen kann.

## Musiktitel
- Ouvertüre – Orchester, dirigiert von Jule Styne
- Small World – Rose
- Some People – Rose
- Baby June and Her Newsboys – Baby June und Ensemble
- Mr. Goldstone, I Love You – Rose und Ensemble
- Little Lamb – Louise
- You’ll Never Get Away From Me – Rose und Herbie
- Dainty June and Her Farmboys – Dainty June und Ensemble
- If Mama Was Married – June und Louise
- All I Need Is the Girl – Tulsa
- Everything’s Coming Up Roses – Rose
- Together Wherever We Go – Rose, Herbie und Louise
- You Gotta Have a Gimmick – Tessie Tura, Mazeppa und Electra
- Small World (Reprise) –  Rose
- Let Me Entertain You – Louise
- Rose’s Turn – Rose

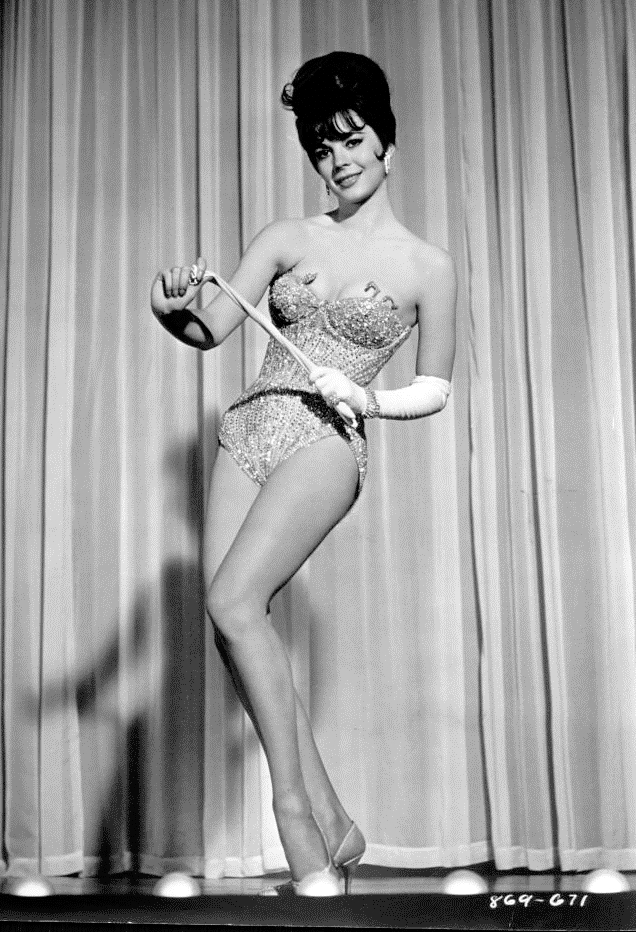
Natalie Wood als Gypsy Rose Lee

Together Wherever We Go wurde vor Veröffentlichung des Films gestrichen, war aber auf dem Soundtrack-Album enthalten. You’ll Never Get Away from Me wurde nach der Erstaufführung zu einem Solo von Rose gekürzt. Auf der DVD-Veröffentlichung des Films sind beide Nummern, die von einer 16-Millimeter-Kopie von minderer Qualität stammen, als Bonus-Features enthalten.

## Produktion
Rosalind Russell und ihr Ehemann Frederick Brisson hatten gehofft, eine direkte Verfilmung der Geschichte auf der Grundlage der Memoiren von Gypsy Rose Lee zu drehen, aber das Buch war mit den Rechten des Musicals verknüpft. Zufällig hatte Russell die Hauptrolle in der Verfilmung des Stücks A Majority of One von Leonard Spigelgass bei Warner Bros. gespielt, das Brisson produziert hatte, und so kamen alle Beteiligten zusammen, um Gypsy zu drehen, mit Russell in der Hauptrolle, LeRoy als Regisseur und Spigelgass als Autor der sehr getreuen Adaption des Bühnendrehbuchs von Arthur Laurents.
Obwohl Russell 1953 in dem Bühnenmusical Wonderful Town und 1955 in dem Film The Girl Rush mitgespielt und gesungen hatte, war die Partitur von Gypsy zu schwierig für sie. Ihre eigene raue Gesangsstimme wurde kunstvoll mit der der Altistin Lisa Kirk vermischt. Kirks Fähigkeit, Russells Stimme zu imitieren, zeigt sich in der Schlussnummer Rose’s Turn. Kirks vollständige Gesangsversion wurde auf dem Original-Soundtrack veröffentlicht, ist aber nicht die Version, die im fertigen Film verwendet wurde. In späteren Jahren wurde Russells Originalgesang auf verkratzten Acetatscheiben wiederentdeckt und als Bonustrack auf der CD-Neuauflage des Soundtracks zum Film aufgenommen.
Im ein Jahr zuvor erschienenen West Side Story war Natalie Woods Gesangsstimme von Marni Nixon synchronisiert worden, in Gypsy sang Wood jedoch selbst. Während sie für das Soundtrack-Album eine eigene Version von Little Lamb aufnahm, sang sie das Lied im Film live am Set. Andere live gesungene Lieder waren Mr. Goldstone, I Love You und die Reprise von Small World, beide gesungen von Rosalind Russell.

## Rezeption

### Kritiken
Der Filmhistoriker Douglas McVay bemerkte in seinem Buch The Musical Film, dass West Side Story ein guter Film sei, jedoch von Gypsy übertroffen werde. Gypsy habe nicht nur komplexere Charaktere, sondern auch witzigere und bissigere Dialoge und Szenen sowie eine emotionalere Bandbreite.
Das Magazin Variety resümierte, dass nach etwa einer Stunde Laufzeit eine äußerst witzige Sequenz mit drei hartgesottenen Stripperinnen komme, die sehr willkommen sei, da die Geschichte ansonsten trotz der herausragenden Fähigkeiten des Regisseurs Mervyn LeRoys in die Monotonie abdrifte. Insbesondere lobte Variety die Leistung Rosalind Russells.

### Einspielergebnisse
Gypsy war ein finanzieller Erfolg. Der mit einem Budget von 4 Millionen Dollar produzierte Film spielte 11.076.923 Dollar an den Kinokassen ein, davon allein 6 Millionen Dollar in den USA. In den Vereinigten Staaten war er der acht-erfolgreichste Film des Jahres 1962.

## Auszeichnungen
Writers Guild of America Award 1963
- Nominierung in der Kategorie Best Written Musical (Leonard Spigelgass)

Laurel Awards 1963
- Nominierung in der Kategorie Top Musical
- Nominierung in der Kategorie Top Male Supporting Performance (Karl Malden)
- Nominierung in der Kategorie Top Female Musical Performance (Natalie Wood)
- Nominierung in der Kategorie Top Female Musical Performance (Rosalind Russell), 5. Platz

Golden Globes 1963
- Auszeichnung in der Kategorie Beste Hauptdarstellerin – Komödie oder Musical (Rosalind Russell)
- Nominierung in der Kategorie Beste Hauptdarstellerin – Komödie oder Musical (Natalie Wood)
- Nominierung in der Kategorie Bester Hauptdarsteller – Komödie oder Musical (Karl Malden)
- Nominierung in der Kategorie Beste Regie (Mervyn LeRoy)
- Nominierung in der Kategorie Bester Nachwuchsdarsteller (Paul Wallace)

Oscarverleihung 1963
- Nominierung in der Kategorie Beste Kamera (Farbe) (Harry Stradling Sr.)
- Nominierung in der Kategorie Bestes Kostümdesign (Farbe) (Orry-Kelly)
- Nominierung in der Kategorie Beste Filmmusik (Scoring of Music, Adaptation or Treatment) (Frank Perkins)